# Polyrhachis geminata
Polyrhachis geminata é uma espécie de formiga do gênero Polyrhachis, pertencente à subfamília Formicinae.